# Sideroxylon marginatum
Sideroxylon marginatum är en tvåhjärtbladig växtart som först beskrevs av Joseph Decaisne och Philip Barker Webb, och fick sitt nu gällande namn av Antonio Xavier Pereira Coutinho. Sideroxylon marginatum ingår i släktet Sideroxylon och familjen Sapotaceae.
Artens utbredningsområde är Kap Verde. Inga underarter finns listade i Catalogue of Life.